# 처녀자리 HW
처녀자리 HW(HW Virginis)는 처녀자리 방향으로 지구로부터 590광년 떨어져 있는 알골형 변광성이자 근접쌍성이다.

## 물리적 특징
처녀자리 HW는 가까이 붙은 두 항성이 서로의 질량중심을 기준으로 0.116759일 주기로 1회 공전하는, 근접쌍성이다. 항성계의 나이는 항성 진화 이론에 기초할 경우 약 120억 년으로 우리 태양계에 비해 매우 늙었다고 볼 수 있다.
특이한 점은 이 항성계의 구성원 중 밝은 쪽이 흔하지 않은 준왜성이라는 것이다. 이 별의 질량은 태양의 절반 정도로, 주계열성이었을 시절에는 태양과 비슷한 질량을 가진 별이었지만 적색 거성으로 부푼 상태에서 질량의 절반을 잃어버리고 백색 왜성으로 쭈그러드는 과정에 있는 것으로 추측된다.
약 14억 년 후 주성은 백색 왜성으로 완전히 축퇴될 것이다. 다만 이 단계에서, 가까운 곳을 도는 적색 왜성으로부터 탈출한 물질이 백색 왜성의 표면으로 낙하하면서 격렬한 폭발 현상을 보이는, 격변 변광성으로 진화를 일으킬 것으로 보인다.
처녀자리 HW를 이루는 주성과 반성은 우리 눈으로 볼 때 시선방향에 대해 일직선으로 놓여 있기 때문에 일정 주기마다 한 쪽 별이 다른 쪽 별을 가리면서 밝기가 어두워졌다가 밝아지는 것처럼 보이므로 식쌍성으로도 분류할 수 있다. 구성원은 분광형 B형의 준왜성과 적색 왜성으로 준왜성의 표면 온도는 3만 도, 적색 왜성은 3천 도로 차이가 많이 난다. 따라서 준왜성이 적색 왜성을 가릴 때는 밝기의 변화가 크지 않지만, 반대로 적색 왜성이 준왜성의 빛을 가릴 경우 전체 밝기는 급격히 떨어진다. 지구에서 바라보았을 때 적색 왜성이 준왜성을 가리기 시작한 뒤 원상태로 복귀하는 데에는 약 20분이 걸린다. 처녀자리 HW 주위를 도는 암석 행성의 궤도경사각이 두 항성의 공전 궤도와 일치할 경우 행성 표면 위에 서 있는 관측자는 하늘이 3시간이 조금 못 되는 주기마다 20분동안 어두워졌다가 밝아지는 현상을 목격할 것이다.

## 행성계
이 근접쌍성 처녀자리 HW에서 두 개의 행성이 발견되었다. 하나는 처녀자리 HW c 로 질량은 8.47 MJ이다. 그리고 9년에 한 번 궤도를 공전한다. 바깥에 있는 행성은 처녀자리 HW b는 15.8년에 한 번 궤도를 공전하며 질량은 19.2 MJ이다. 쌍성으로부터의 거리로 계산한 이들의 표면 온도는 c가 섭씨 영하 3도, b가 영하 43도로 추측된다. 이 행성계는 대한민국 연구팀이 발견하였으며 최초의 이중 항성 행성계가 되었다. 연구진은 소백산천문대 61센티미터 망원경과 충북대학교 천문우주학과 35센티미터 망원경을 이용하여 9년에 걸친 관측 끝에 성과를 보았으며, '식쌍성의 극심시각 분석' 기법을 이용하여 최초로 행성을 발견한 사례로 기록되었다.
질량으로 볼 때 가벼운 쪽인 c도 슈퍼목성으로 볼 수 있으며, 무거운 b는 행성이라기보다는 갈색 왜성일 가능성이 큰 것으로 보인다.
| 동반 천체 (가까운 천체순) | 질량 (MJ)     | 공전궤도 반지름 (AU) | 공전주기 (년) | 이심률      |
| ------------------------- | ------------- | -------------------- | ------------- | ----------- |
| c                         | >8.47 ± 0.02  | 3.62 ± 0.52          | 9.08 ± 0.22   | 0.31 ± 0.15 |
| b                         | >19.23 ± 0.24 | 5.30 ± 0.23          | 15.84 ± 0.14  | 0.46 ± 0.05 |

## 같이 보기
- 알골
- 용자리 CM